# Burchtruïne van Montquintin
De Burchtruïne van Montquintin of het kasteel Montquintin is een middeleeuwse kasteelruïne gelegen in het dorp Montquintin in de provincie Luxemburg op een heuvelrug met uitzicht op de vallei van Ton.
Oorspronkelijk was het kasteel een donjon, ontworpen om de zuidelijke grens van het graafschap Chiny te verdedigen. De donjon werd in de elfde eeuw gebouwd op bevel van Lodewijk II van Chiny.
De toren evolueerde in de dertiende eeuw tot een kasteel, geflankeerd door vier hoektorens. In de vijftiende en zestiende eeuw werd het het kasteel verder verbouwd en kreeg het kantelen van het type Philippe-Auguste op de noordelijke flank.
Later in de negentiende eeuw verdween de oostelijke verdedigingsmuur om een open binnenplaats te creëren. De huidige rechtervleugel dateert uit de zeventiende eeuw, aangepast in de achttiende-eeuwse boogramen. De linkervleugel is negentiende-eeuws en omvat bijgebouwen zoals keukens. De broodoven is nog steeds duidelijk te zien. Het centrale gebouw werd in de achttiende en negentiende eeuw grondig verbouwd en voorzien van grote ramen.
De beroemdste bewoner van het kasteel was mgr. Jean-Nicolas Hontheim, suffragaanbisschop van Trier. In 1760 kocht hij het kasteel.
In 1869 brandde het huis af.